# Order Księcia Pribiny
Order Księcia Pribina (słow. Rad Kniežaťa Pribinu) – najwyższe słowackie odznaczenie w latach 1939–1945.

## Historia
Odznaczenie zostało ustanowione przez prezydenta Słowacji Jozefa Tiso w dniu 8 maja 1940 roku dla wyróżnienia osób zasłużonych dla powstania wolnego państwa słowackiego. Nazwa orderu nawiązuje do księcia Pribiny twórcy pierwszego słowiańskiego państwa na terenie obecnej Słowacji.
W dniu 4 marca 1942 roku statut orderu został uzupełniony w ten sposób, że dla wojskowych za zasługi na polu walki nadawano orderu uzupełniony mieczami.
Order posiadał pięć klasę, w 1942 roku order w klasie I dostał dwie dodatkowe podklasy. Ostatecznie miał następujące klasy:
- klasa I – Krzyż Wielki
  - Krzyż Wielki z Łańcuchem
  - Krzyż Wielki z Wielką Wstęgą
  - Krzyż Wielki
- klasa II – Krzyż Wielki Oficerski
- klasa III – Krzyż Komandorski
- klasa IV – Krzyż Oficerski
- klasa V – Krzyż Kawalerski

Ordery nadawane dla zasłużonych wojskowych za czyny związane z działaniami wojennymi posiadały ponadto nad odznaką orderu skrzyżowane miecze.

## Zasady nadawania
W myśl statuty order był przyznawany osobom, które zasłużyły się dla powstania i istnienia państwa słowackiego. Mógł być nadawany również cudzoziemcom za zasługi dla Republiki Słowackiej.
Wśród nagrodzonych tym orderem większość stanowili wysocy dowódcy armii niemieckiej i włoskiej. 
Ordery najwyższej klasy – Krzyż Wielki z Łańcuchem otrzymały tylko cztery osoby:
- Karol II – król Rumunii
- Michał I – król Rumunii
- Borys III – car Bułgarii
- Joachim von Ribbentrop – minister Spraw Zagranicznych III Rzeszy.

Order był nadawany do 1945 roku, po 1945 roku noszenie orderu zostało zakazane.

## Opis odznaki
Odznakę orderu została wykonana ze złota w klasach od I do IV i ze srebra dla klasy V.
Odznaka orderu jest identyczna dla wszystkich klas, lecz różnią się one wielkością w zależności od klasy. Odznaka w klasie I ma 65 mm średnicy, a pozostałych klas 54 mm. Przedstawia ona ośmioramienną gwiazdę, przy czym cztery ramiona stanowią stojące na wzgórzach podwójne krzyże występujące w herbie Słowacji, a pozostałe cztery ramiona powstają z trzech promieni. W środku znajduje się utworzony z promieni okrąg, w środku niego medalion z popiersiem księcia Pribiny. Krawędzie okręgu oraz wzgórza na których znajdują się krzyże pokryte są niebieską emalią. W klasach I – IV odznaka jest złota, a w klasie V srebrna.
Gwiazda orderu jest również ośmioramienną gwiazdą o średnicy 90 mm, ramiona którego wykonane zostały z promieni. W środku umieszczony wielokąt gwiaździsty foremny o 32 kątach, w środku którego umieszczona jest odznaka orderu.
Na rewersie, który ma identyczny kształt jak awers, tylko w środku medalionu znajduje się rysunek przedstawiający kościół w Nitrze o wokół jest napis w j. łac. SAECULO NONO INSTANTE FUNDAVIT (pol. Założony w IX wieku). 
Order zawieszony był w klasie I na łańcuchu (noszony na szyi) lub wielkiej szarfie o szer. 90 mm i dł.  1800 mm (noszonej przez prawe ramię), w klasie II i III na szarfie o szer. 35 mm i dł. 500 mm (noszony na szyi), w klasie IV i V na wstążce o szer. 35 mm. Wstążka jak i szarfa jest koloru czerwonego z wąskim niebieskim paskiem pośrodku.
Autorem odznaki orderu jest rzeźbiarz Ladislav Majerský.